# Johann Nicolaus von Vogel
Johann Nicolaus von Vogel (* 24. Dezember 1686 in Coburg; † 22. Dezember 1760 in Wien) war ein österreichischer Staatsbeamter und Bibliograph.

## Leben
Johann Nicolaus von Vogel bekleidete als Jurist in Wien die Stelle eines Hofagenten bei der böhmischen und österreichischen Hofkanzlei und wurde nach 1749 der obersten Justizstelle in Wien zugeteilt. Von Bedeutung ist sein bibliographisches Werk, das nach seinem Tod von Joseph Wendt von Wendtenthal, Offizial der kaiserlichen Hofkanzlei, und dem Piaristen Leopold Gruber unter dem Titel Specimen Bibliothecae Germaniae Austriacae herausgegeben wurde.
Sein Sohn war der österreichische Staatsrat Johann Anton von Vogel (1743–1800).

## Werke
- Specimen Bibliothecae Germaniae Austriacae, sive Notitia scriptorum rerum Austriacarum quotquot auctori innotuerunt. Opus posthumum. Pars I geographica. Recensuit, digessit, supplementis indicibusque necessariis auxit Leopoldus Gruber Clericus regularis a Scholis piis. Curante Josepho Wendt de Wendtenthal... (Viennae 1779); Pars II historica (ib. 1783); Pars III historica (ib. 1785, 8°. maj.)